# Jackson (thị trấn), Wisconsin
Jackson là một thị trấn thuộc quận Washington, tiểu bang Wisconsin, Hoa Kỳ. Năm 2010, dân số của thị trấn này là 4.035 người.